# Serge Gnabry
Serge Gnabry, né le 14 juillet 1995 à Stuttgart en Allemagne, est un footballeur international allemand qui évolue actuellement au poste d'attaquant au Bayern Munich.
Serge Gnabry est formé dans différents clubs en Allemagne avant de partir à l'Arsenal FC à seize ans en 2011. Après cinq saisons en Angleterre où il ne s'impose pas, il retourne dans son pays natal, au Werder Brême. Après une seule saison, il est recruté par le Bayern Munich en 2017, qui le prête immédiatement au TSG 1899 Hoffenheim. Serge Gnabry arrive ensuite à Munich où il remporte le doublé coupe-championnat en 2018-2019 puis le triplé en ajoutant la Ligue des champions la saison suivante.
Au niveau international, Serge Gnabry évolue dans toutes les catégories jeunes allemandes à partir des moins de 17 ans et marque trois buts avec chacune. Il participe aux Jeux olympiques de Rio 2016. En inscrivant six buts, il aide la délégation allemande à se hisser jusqu'en finale, perdue contre le pays hôte. Quelques mois plus tard, il connaît sa première cape en équipe A d'Allemagne mais retourne avec la sélection espoirs pour remporter l'Euro 2017 de la catégorie. Il s'impose ensuite comme un cadre de l'attaque allemande.

## Biographie

### Enfance et formation
Serge Gnabry naît à Stuttgart d'une mère allemande et d'un père ivoirien,. Il déclare en 2019 : « à quatre ans je jouais au foot avec tout ce que je trouvais dans l'appartement. J'obligeais mes grands-parents à jouer au foot avec moi, rien d'autre ne m'intéressait. Mes parents m'ont inscrit au club local du TSV Weissach », le club de la ville où il grandit, à 30 km de la capitale de Bade-Wurtemberg.
Après un an, en 2000, Serge Gnabry passe au GSV Hemmingen, qu'il quitte aussi rapidement pour le TSF Ditzingen, proche de sa ville natale. Deux ans plus tard, il change à nouveau de club pour autant de saisons au Sportvg Feuerbach (de) (2003-2005). Serge Gnabry intègre alors le second plus gros club de Stuttgart, le SV Stuttgarter Kickers. Dès 2006, Serge Gnabry intègre le VfB Stuttgart à dix ans, club phare de sa ville, où il passe cinq saisons et termine sa formation.
Serge Gnabry se confie en 2019 : « À 14-15 ans, j'ai commencé à penser à devenir professionnel, lorsque les premières sollicitations de grands clubs sont arrivées. Je suis allé en Angleterre parce que tout le monde me disait de ne pas y aller, que je n'y arriverais pas. Je voulais ce défi. Arsenal était un beau club, avec l'entraîneur Arsène Wenger qui donnait sa chance aux jeunes. Ils jouaient un football que j'aime, offensif, avec beaucoup de possession ».

### Débuts à Arsenal

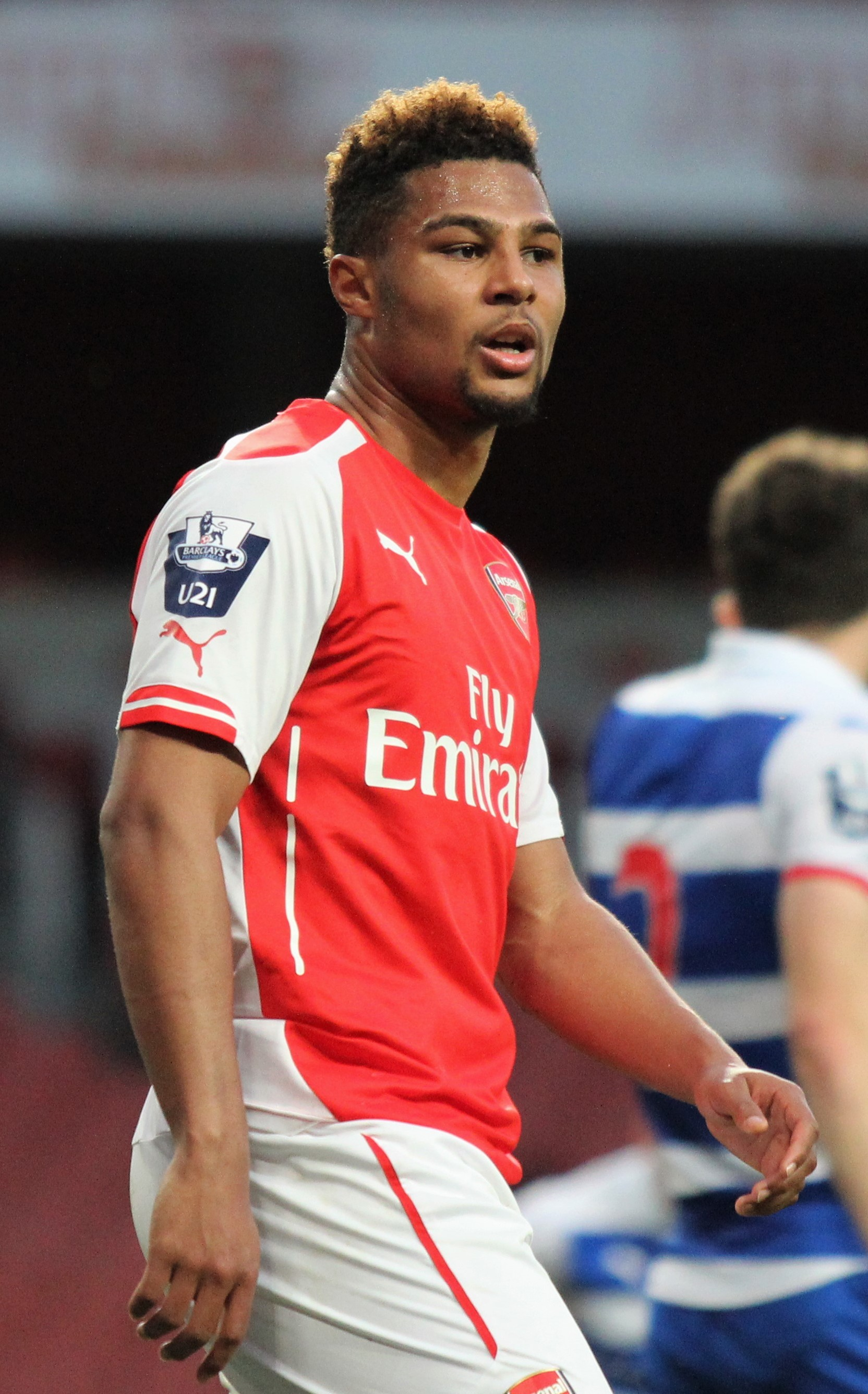
Serge Gnabry en avril 2015 avec l'équipe U21 d'Arsenal.

Serge Gnabry rejoint le centre de formation de l'Arsenal FC durant l'été 2011 en provenance du VfB Stuttgart. Il fait d'abord ses gammes avec l'équipe des moins de dix-huit ans et impressionne les dirigeants du club londonien qui décident de l'intégrer à l'équipe réserve des Gunners avec lequel il marque deux buts en six rencontres.
Moins de deux semaines après avoir signé son premier contrat professionnel, Serge Gnabry participe à sa première rencontre avec l'équipe première en entrant en cours de jeu lors du match amical face au FC Cologne le 12 août 2012. Le 26 septembre 2012, Serge Gnabry prend part à sa première confrontation officielle lorsqu'il remplace Alex Oxlade-Chamberlain à la 72e minute du match de Coupe de la Ligue anglaise contre Coventry City (victoire 6-1). Le 20 octobre suivant, le jeune milieu allemand fait ses débuts en Premier League à l'occasion de la rencontre à Norwich (défaite 1-0). Il devient ainsi le troisième plus jeune joueur à être lancé en première division par Arsenal derrière Jack Wilshere et Cesc Fàbregas. Quatre jours plus tard, il joue ses premières minutes en Ligue des champions en entrant en fin de match face au FC Schalke 04.
Par la suite, Gnabry joue seulement vingt-et-un matchs avec les Gunners en quatre saisonscar Serge Gnabry est malheureusement blessé souvent.
Le 7 août 2015, il est prêté pour une saison au West Bromwich Albion FC. Lors des six premiers mois, Tony Pulis ne l'aligne que trois fois, déclarant que le joueur n'est « pas au niveau pour West Brom ». En janvier 2016, il revient à Arsenal et est laissé à la disposition de l'équipe réserve.

### Retour en Allemagne
Le 31 août 2016, Serge Gnabry s'engage avec le Werder Brême. Le transfert est estimé à 5 millions d'euros. Il marque son premier but pour le Werder le 17 septembre 2016, lors d'une rencontre de championnat face au Borussia Mönchengladbach. Il est titularisé et son équipe s'incline par quatre buts à un. Il inscrit onze buts en vingt-sept matchs de Bundesliga et devient international allemand, avant de rejoindre le Bayern Munich pour trois saisons le 11 juin 2017 au terme d'une seule saison pour 8 millions d'euros.
Dans un premier temps, Serge Gnabry est prêté pour une saison au TSG 1899 Hoffenheim par le Bayern. Il inscrit un doublé en championnat le 2 décembre 2017 contre le RB Leipzig, en championnat. Il contribue ainsi à la victoire de son équipe par quatre buts à zéro ce jour-là. Malgré les blessures, Serge Gnabry conclut la saison 2017-2018 avec dix buts et sept passes décisives en vingt-sept matchs.

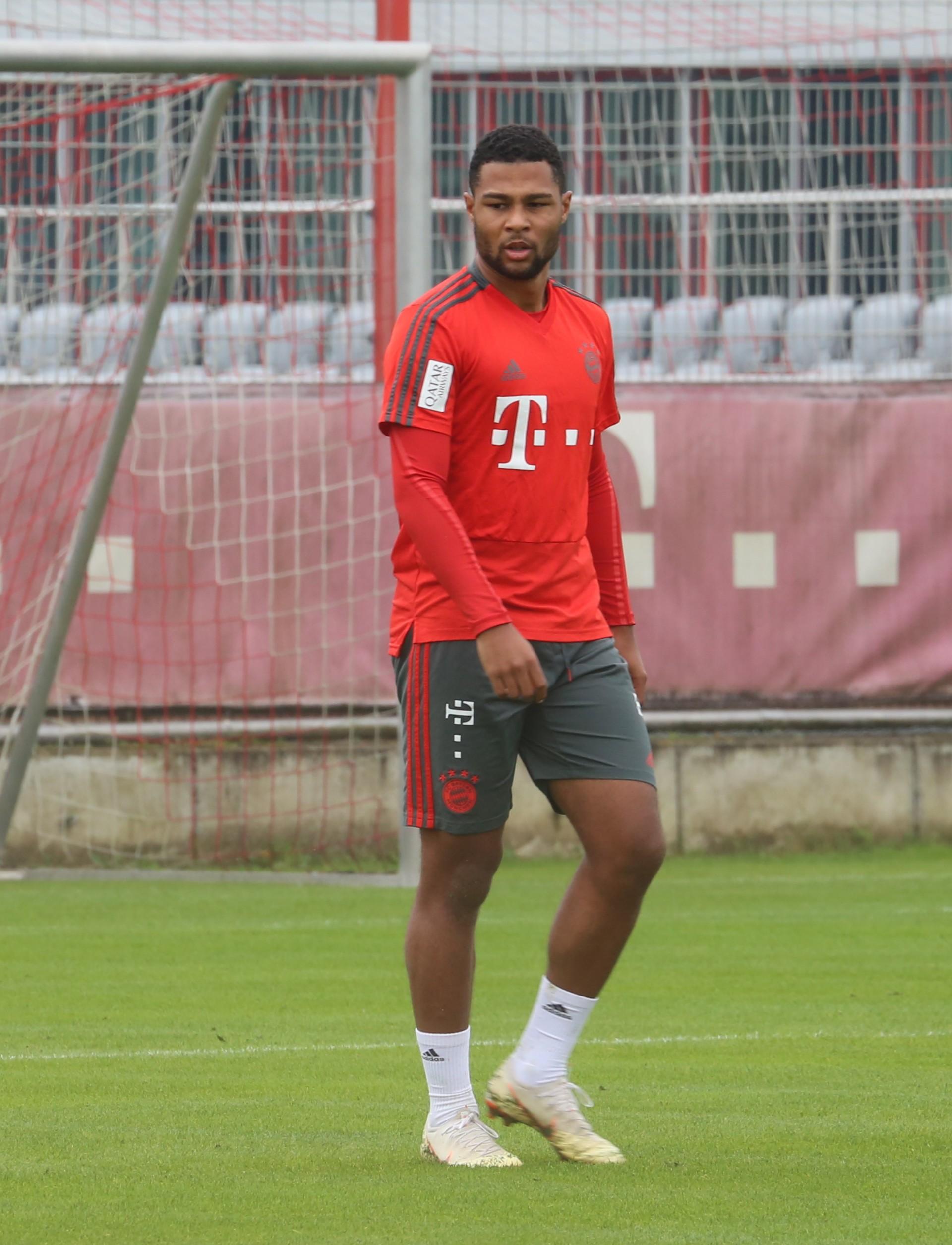
Serge Gnabry avec le Bayern Munich, en octobre 2018.

Le 3 novembre 2018, il inscrit son premier but sous le maillot du Bayern lors d'un match de Bundesliga contre le SC Fribourg (1-1). Il conclut l'exercice 2018-2019 sans marquer en Ligue des champions mais avec dix buts en trente rencontres de championnat. Il remporte le doublé Coupe-championnat avec Munich.
Le 1er octobre 2019, Serge Gnabry devient le douzième joueur à inscrire un quadruplé en Ligue des champions à l'occasion d'une rencontre comptant pour la phase de groupes contre Tottenham Hotspur (victoire 2-7). Il s'agit par ailleurs du premier quadruplé en C1 depuis décembre 2015. Il brille à nouveau en huitièmes de finale de la même compétition européenne, en inscrivant à l'extérieur un doublé lors de la victoire 3 à 0 sur le terrain du Chelsea FC.
À l'issue de la saison 2019-2020, il réalise avec le Bayern Munich le triplé championnat d'Allemagne, Coupe d'Allemagne, Ligue des champions. À partir de la saison 2020-2021, avec son compatriote venu de Manchester City Leroy Sané, ils se voient attribuer respectivement les numéros 7 et 10 laissés vacants à la suite des départs de Franck Ribéry et d'Arjen Robben en 2019.
Le 16 juillet 2022, Serge Gnabry prolonge son contrat avec le Bayern jusqu'en juin 2026.

### En sélection nationale

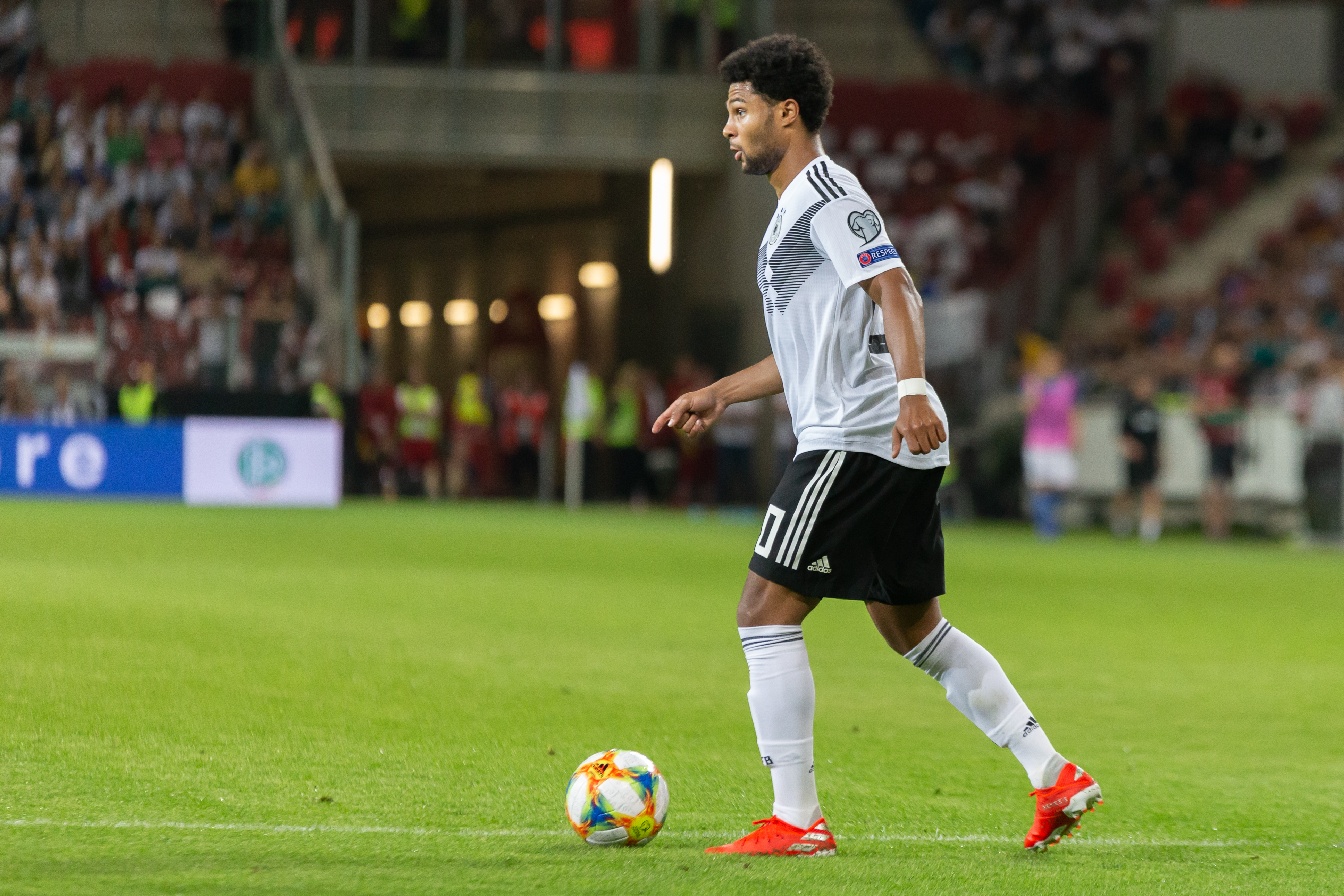
Serge Gnabry avec l'Allemagne, en juin 2019.

#### En équipes jeunes
À partir de 2011, Serge Gnabry passe par toutes les équipes nationales jeunes allemandes à partir des moins de 17 ans. 
Gnabry joue un total de cinq matchs avec l'équipe d'Allemagne des moins de 19 ans, tous en 2013, et marque trois buts.
Il joue son premier match avec l'équipe d'Allemagne espoirs le 27 mars 2015 contre l'Italie. Il entre en jeu à la place d'Amin Younes et les deux équipes se neutralisent (2-2 score final).
Lors des Jeux olympiques de 2016, Serge Gnabry inscrit six buts en autant de matchs et terminent co-meilleur buteur mais l'Allemagne s'inclinant en finale face au Brésil (1-1 t.a.b 4-5). Serge réussit le premier tir-au-but allemand.
À l'été 2017, pourtant déjà devenu international A, il retourne avec les espoirs pour le Championnat d'Europe de la catégorie, que l'Allemagne remporte.

#### Avec la sélection A
Le 11 novembre 2016, Serge Gnabry honore sa première sélection avec l'équipe d'Allemagne A face à Saint-Marin (0-8). Il se fait remarquer en inscrivant un triplé. Pas retenu dans le groupe qui jouera le Mondial 2018, il est l'un des joueurs qui a tiré le plus profit du fiasco de la Mannschaft lors de la Coupe du monde 2018, car Joachim Löw va décider de faire le ménage dans l'équipe et se tourner vers la nouvelle génération dont fait partie Serge Gnabry.
En octobre 2018, alors qu'il n'avait plus disputé de match en équipe nationale depuis près de deux ans, Serge Gnabry retrouve la Mannschaft à l'occasion d'un match face à la France dans le cadre de la Ligue des nations (défaite 2-1).
Le 11 juin 2019, Gnabry s'illustre en étant l'auteur d'un doublé face à l'Estonie. Deux buts qui permettent à son équipe de s'offrir un large succès par huit buts à zéro.
Après ses onze premières capes internationales (en octobre 2019), Serge Gnabry compte déjà dix buts inscrits dont cinq lors des quatre derniers matchs. Pour le dernier match des éliminatoires de l'Euro 2020 contre l'Irlande du Nord, il réalise un nouveau triplé et termine co-meilleur buteur du groupe C avec l'Allemagne. Il totalise alors treize buts en autant de sélection.
Le 10 novembre 2022, il est sélectionné par Hansi Flick pour participer à la Coupe du monde 2022. Face au Costa Rica, il inscrit son premier but dans un tournoi international majeur. 

## Statistiques

### Statistiques par saison
| Saison                | Club                        | Championnat           | Championnat | Championnat | Championnat | Coupe nationale | Coupe nationale | Coupe nationale | Coupe de la Ligue | Coupe de la Ligue | Coupe de la Ligue | Supercoupe | Supercoupe | Supercoupe | Compétition(s) continentale(s) | Compétition(s) continentale(s) | Compétition(s) continentale(s) | Compétition(s) continentale(s) | Supercoupe de l'UEFA | Supercoupe de l'UEFA | Supercoupe de l'UEFA | Coupe du monde des clubs | Coupe du monde des clubs | Coupe du monde des clubs | Allemagne | Allemagne | Allemagne | Total | Total | Total |
| Saison                | Club                        | Division              | M.          | B.          | P.d.        | M.              | B.              | P.d.            | M.                | B.                | P.d.              | M.         | B.         | P.d.       | Comp.                          | M.                             | B.                             | P.d.                           | M.                   | B.                   | P.d.                 | M.                       | B.                       | P.d.                     | M.        | B.        | P.d.      | M.    | B.    | P.d.  |
| 2012-2013             | Arsenal FC                  | Premier League        | 1           | 0           | 0           | -               | -               | -               | 2                 | 0                 | 0                 | -          | -          | -          | C1                             | 1                              | 0                              | 0                              | -                    | -                    | -                    | -                        | -                        | -                        | -         | -         | -         | 4     | 0     | 0     |
| 2013-2014             | Arsenal FC                  | Premier League        | 9           | 1           | 0           | 2               | 0               | 1               | 1                 | 0                 | 0                 | -          | -          | -          | C1                             | 2                              | 0                              | 0                              | -                    | -                    | -                    | -                        | -                        | -                        | -         | -         | -         | 14    | 1     | 1     |
| 2014-2015             | Arsenal FC                  | Premier League        | -           | -           | -           | -               | -               | -               | -                 | -                 | -                 | -          | -          | -          | C1                             | -                              | -                              | -                              | -                    | -                    | -                    | -                        | -                        | -                        | -         | -         | -         | 0     | 0     | 0     |
| Sous-total            | Sous-total                  | Sous-total            | 10          | 1           | 0           | 2               | 0               | 1               | 3                 | 0                 | 0                 | -          | -          | -          | -                              | 3                              | 0                              | 0                              | -                    | -                    | -                    | -                        | -                        | -                        | -         | -         | -         | 18    | 1     | 1     |
| 2015-2016             | West Bromwich Albion (prêt) | Premier League        | 1           | 0           | 0           | -               | -               | -               | 2                 | 0                 | 0                 | -          | -          | -          | -                              | -                              | -                              | -                              | -                    | -                    | -                    | -                        | -                        | -                        | -         | -         | -         | 3     | 0     | 0     |
| 2016-2017             | Werder Brême                | Bundesliga            | 27          | 11          | 1           | -               | -               | -               | -                 | -                 | -                 | -          | -          | -          | -                              | -                              | -                              | -                              | -                    | -                    | -                    | -                        | -                        | -                        | 2         | 3         | 0         | 29    | 14    | 1     |
| 2017-2018             | TSG 1899 Hoffenheim (prêt)  | Bundesliga            | 22          | 10          | 5           | 1               | 0               | 0               | -                 | -                 | -                 | -          | -          | -          | C1+C3                          | 2+1                            | 0                              | 0                              | -                    | -                    | -                    | -                        | -                        | -                        | -         | -         | -         | 26    | 10    | 5     |
| 2018-2019             | Bayern Munich               | Bundesliga            | 30          | 10          | 5           | 5               | 3               | 0               | -                 | -                 | -                 | -          | -          | -          | C1                             | 7                              | 0                              | 1                              | -                    | -                    | -                    | -                        | -                        | -                        | 6         | 4         | 2         | 48    | 17    | 8     |
| 2019-2020             | Bayern Munich               | Bundesliga            | 31          | 12          | 10          | 5               | 2               | 1               | -                 | -                 | -                 | -          | -          | -          | C1                             | 10                             | 9                              | 2                              | -                    | -                    | -                    | -                        | -                        | -                        | 5         | 6         | 2         | 51    | 29    | 15    |
| 2020-2021             | Bayern Munich               | Bundesliga            | 27          | 10          | 2           | 1               | 1               | 0               | -                 | -                 | -                 | 1          | 0          | 0          | C1                             | 6                              | 0                              | 1                              | 1                    | 0                    | 0                    | 2                        | 0                        | 0                        | 13        | 3         | 2         | 51    | 14    | 5     |
| 2021-2022             | Bayern Munich               | Bundesliga            | 34          | 14          | 8           | 2               | 0               | 0               | -                 | -                 | -                 | 1          | 0          | 1          | C1                             | 8                              | 2                              | 0                              | -                    | -                    | -                    | -                        | -                        | -                        | 8         | 4         | 2         | 53    | 20    | 11    |
| 2022-2023             | Bayern Munich               | Bundesliga            | 34          | 14          | 6           | 4               | 0               | 2               | -                 | -                 | -                 | 1          | 1          | 1          | C1                             | 8                              | 2                              | 3                              | -                    | -                    | -                    | -                        | -                        | -                        | 7         | 2         | 1         | 54    | 19    | 13    |
| 2023-2024             | Bayern Munich               | Bundesliga            | 10          | 3           | 1           | 2               | 0               | 0               | -                 | -                 | -                 | 1          | 0          | 0          | C1                             | 6                              | 2                              | 0                              | -                    | -                    | -                    | -                        | -                        | -                        | 4         | 0         | 0         | 23    | 5     | 1     |
| 2024-2025             | Bayern Munich               | Bundesliga            | 27          | 7           | 5           | 2               | 0               | 1               | -                 | -                 | -                 | -          | -          | -          | C1                             | 12                             | 0                              | 3                              | -                    | -                    | -                    | 4                        | 0                        | 1                        | 6         | 0         | 0         | 51    | 7     | 10    |
| 2025-2026             | Bayern Munich               | Bundesliga            | 0           | 0           | 0           | 0               | 0               | 0               | -                 | -                 | -                 | 1          | 0          | 1          | C1                             | 0                              | 0                              | 0                              | -                    | -                    | -                    | -                        | -                        | -                        | 0         | 0         | 0         | 1     | 0     | 1     |
| Sous-total            | Sous-total                  | Sous-total            | 193         | 69          | 35          | 21              | 6               | 4               | 0                 | 0                 | 0                 | 5          | 1          | 3          | -                              | 57                             | 14                             | 10                             | 1                    | 0                    | 0                    | 6                        | 0                        | 1                        | 48        | 18        | 9         | 331   | 108   | 62    |
| Total sur la carrière | Total sur la carrière       | Total sur la carrière | 255         | 91          | 41          | 24              | 6               | 6               | 5                 | 0                 | 0                 | 5          | 1          | 3          | -                              | 64                             | 15                             | 10                             | 1                    | 0                    | 0                    | 6                        | 0                        | 1                        | 51        | 22        | 9         | 411   | 135   | 70    |

### Buts internationaux
| Buts en sélection de Serge Gnabry | Buts en sélection de Serge Gnabry | Buts en sélection de Serge Gnabry                   | Buts en sélection de Serge Gnabry | Buts en sélection de Serge Gnabry | Buts en sélection de Serge Gnabry | Buts en sélection de Serge Gnabry       |
| 0                                 | Date                              | Lieu                                                | Adversaire                        | Score                             | Résultat                          | Compétition                             |
| --------------------------------- | --------------------------------- | --------------------------------------------------- | --------------------------------- | --------------------------------- | --------------------------------- | --------------------------------------- |
| 1                                 | 11 novembre 2016                  | Stadio Olimpico , Serravalle, Saint-Marin           | Saint-Marin                       | 0-2                               | 0-8                               | Éliminatoires Coupe du monde 2018       |
| 2                                 | 11 novembre 2016                  | Stadio Olimpico , Serravalle, Saint-Marin           | Saint-Marin                       | 0-4                               | 0-8                               | Éliminatoires Coupe du monde 2018       |
| 3                                 | 11 novembre 2016                  | Stadio Olimpico , Serravalle, Saint-Marin           | Saint-Marin                       | 0-6                               | 0-8                               | Éliminatoires Coupe du monde 2018       |
| 4                                 | 15 novembre 2018                  | Red Bull Arena , Leipzig, Allemagne                 | Russie                            | 3-0                               | 3-0                               | Match amical                            |
| 5                                 | 24 mars 2019                      | Johan Cruyff Arena, Amsterdam, Pays-Bas             | Pays-Bas                          | 0-2                               | 2-3                               | Éliminatoires Euro 2020                 |
| 6                                 | 11 juin 2019                      | Opel Arena , Mayence, Allemagne                     | Estonie                           | 2-0                               | 8-0                               | Éliminatoires Euro 2020                 |
| 7                                 | 11 juin 2019                      | Opel Arena , Mayence, Allemagne                     | Estonie                           | 6-0                               | 8-0                               | Éliminatoires Euro 2020                 |
| 8                                 | 6 septembre 2019                  | Volksparkstadion, Hambourg, Allemagne               | Pays-Bas                          | 1-0                               | 2-4                               | Éliminatoires Euro 2020                 |
| 9                                 | 9 septembre 2019                  | Windsor Park, Belfast, Irlande du Nord              | Irlande du Nord                   | 0-2                               | 0-2                               | Éliminatoires Euro 2020                 |
| 10                                | 9 octobre 2019                    | Signal Iduna Park, Dortmund, Allemagne              | Argentine                         | 1-0                               | 2-2                               | Match amical                            |
| 11                                | 19 novembre 2019                  | Commerzbank-Arena, Francfort-sur-le-Main, Allemagne | Irlande du Nord                   | 1-1                               | 6-1                               | Éliminatoires Euro 2020                 |
| 12                                | 19 novembre 2019                  | Commerzbank-Arena, Francfort-sur-le-Main, Allemagne | Irlande du Nord                   | 3-1                               | 6-1                               | Éliminatoires Euro 2020                 |
| 13                                | 19 novembre 2019                  | Commerzbank-Arena, Francfort-sur-le-Main, Allemagne | Irlande du Nord                   | 4-1                               | 6-1                               | Éliminatoires Euro 2020                 |
| 14                                | 13 octobre 2020                   | RheinEnergieStadion, Cologne, Allemagne             | Suisse                            | 3-3                               | 3-3                               | Ligue des nations 2020-2021             |
| 15                                | 28 mars 2021                      | Arena Națională, Bucarest, Roumanie                 | Roumanie                          | 0-1                               | 0-1                               | Eliminatoires de la Coupe du monde 2022 |
| 16                                | 7 juin 2021                       | Merkur Spiel-Arena, Düsseldorf, Allemagne           | Lettonie                          | 5-0                               | 7-1                               | match amical                            |
| 17                                | 5 septembre 2021                  | Mercedes-Benz Arena, Stuttgart, Allemagne           | Arménie                           | 1-0                               | 6-0                               | Eliminatoires de la Coupe du monde 2022 |
| 18                                | 5 septembre 2021                  | Mercedes-Benz Arena, Stuttgart, Allemagne           | Arménie                           | 2-0                               | 6-0                               | Eliminatoires de la Coupe du monde 2022 |
| 19                                | 8 septembre 2021                  | Laugardalsvöllur, Reykjavik,Islande                 | Islande                           | 0-1                               | 0-4                               | Eliminatoires de la Coupe du monde 2022 |
| 20                                | 8 octobre 2021                    | Volksparkstadion, Hambourg, Allemagne               | Roumanie                          | 1-1                               | 2-1                               | Eliminatoires de la Coupe du monde 2022 |
| 21                                | 1 décembre 2022                   | Stade Al-Bayt, Al-Khor, Qatar                       | Costa Rica                        | 0-1                               | 2-4                               | Coupe du monde 2022                     |

## Palmarès

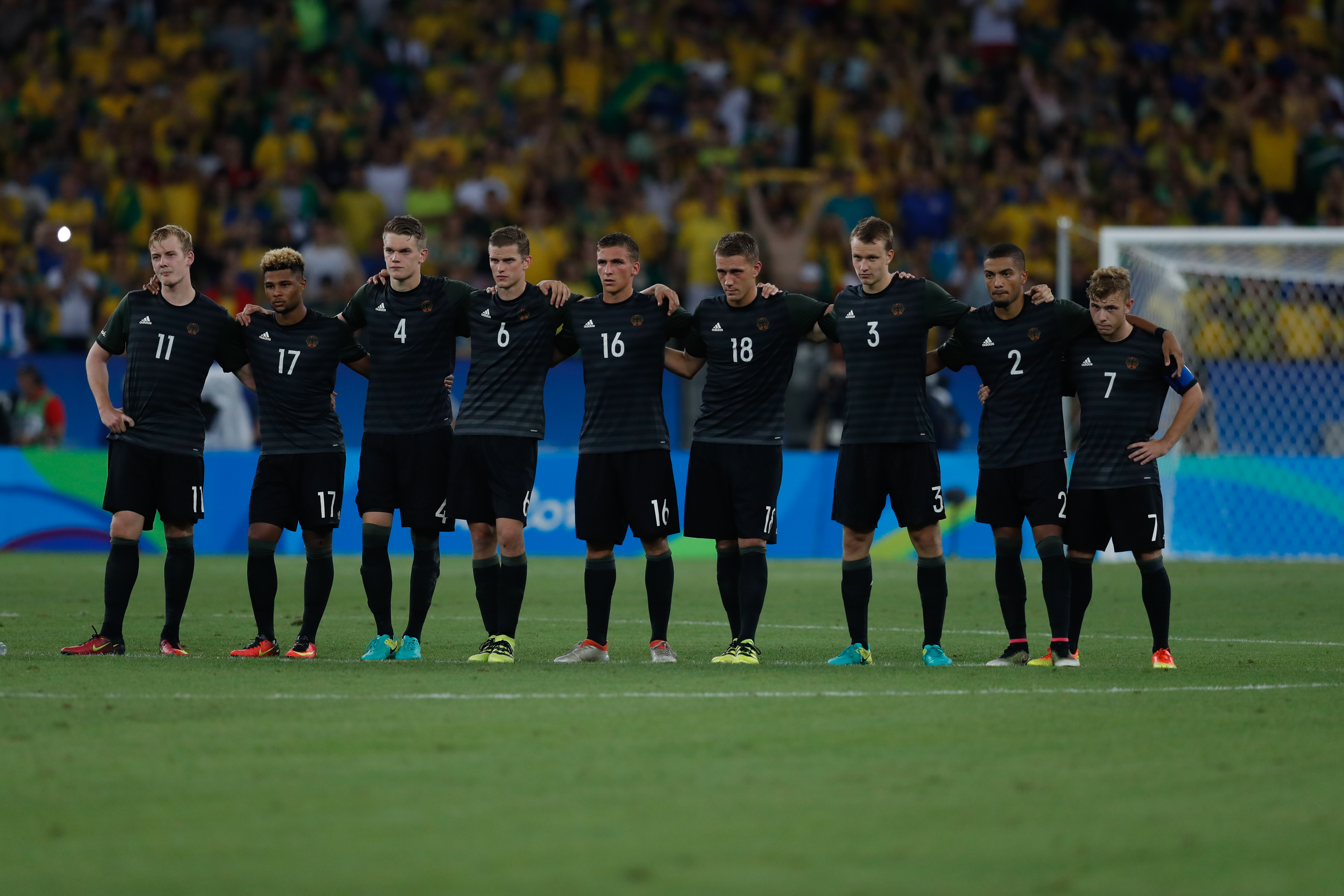
Gnabry (2e à g.) et l'Allemagne pendant les tirs au but en finale des JO 2016.

### En club
Bayern Munich
- Bundesliga
  - Champion : 2019, 2020, 2021, 2022, 2023 et 2025
- Supercoupe d'Allemagne
  - Vainqueur : 2020, 2021, 2022 et 2025
  - Finaliste : 2019 et 2023
- Coupe d'Allemagne :
  - Vainqueur : 2019 et 2020
- Ligue des champions
  -   Vainqueur  : 2020
- Supercoupe de l'UEFA 
  - Vainqueur :  2020
- Coupe du monde des clubs de la FIFA
  - Vainqueur: 2020

### En équipe nationale
Allemagne espoir
- Championnat d'Europe espoirs 2017

 Allemagne olympique
- Médaille d'argent aux Jeux olympiques d'été 2016

### Distinctions personnelles
- Meilleur buteur des Jeux olympiques en 2016.
- Joueur du mois d'octobre 2019 en Bundesliga[29].
- Membre de l'équipe type de la Ligue des champions de l'UEFA en 2020.